# Eucyclops arcanus
Eucyclops arcanus – gatunek widłonoga z rodziny Cyclopidae, nazwa naukowa gatunku została po raz pierwszy opublikowana w 1990 roku przez rosyjskiego zoologa Wiktora Rościsławowicza Aleksiejewa.